# Євхаристиріон, або Вдячність
Евхарістіріон, албо Вдячність Петру Могилі, Ευχαριστηριόν, албо Вдячность ясне превелебнЂйшому в ХристЂ єго милости господину отцу кир Петру МогилЂ…) — панегірик укладений Софронієм Почаським і надрукований в Лаврській друкарні, піднесений і проголошений «23-ма спудеями Гімназіуму Єго Милости з школы Реторіки» на Великдень 29 березня 1632 року.
Панегірик прославляв Петра Могилу як першого, хто дав православній науці, «досі безплідній», справжню вченість.

## Опис твору
Твір укладений правильним 13-складовим розміром зі схемою «7+6» (448 рядків), декілька рядків за іншою схемою.
«Євхаристиріон» написаний українською книжною мовою. Основна думка панегірику полягає в шануванні наук, знань, плеканні талантів та впевненості, що сад знань (Гелікон) обов'язково розквітне й на українській землі і що її сини, «нащадки славних Роксоланів в науках порівняють премудрих поганів»
Частини твору «Парнас» і «Гелікон» прославляють науки та музи, які вивчалися у Києво-Могилянській колегії, засновані Петром Могилою. Згадується «сім вільних мистецтв». Їх автор оселяє на Геліконі: граматика «учить слів і мови», риторика, відповідно, «слів та вимові», діалектика — «розумному в речах пізнавання», арифметика — лічбі, геометрія — «розрізненню землі», музика — «учить співам», астрономія — рухів небесних, теологія — «боських речей».
Панегірик проілюстрований гравюрами. Одна зображала Петра Могилу на горі Гелікон, на другій — постать Муція Сцеволи, легендарного предка митрополита